# Летоон
Летоон (др.-греч. Λητῶον, лат. Letoum) — дре́внее святилище богини Лето (в римской мифологии — Латона), а также её детей-близнецов Аполлона и Артемиды. Расположено в турецкой провинции Мугла, в 40 километрах от города Фетхие, на окраине деревни Kumluova.
Один из важнейших религиозных центров древней Ликии.
Летоон, вместе с руинами соседнего города Ксанф, включён в список Всемирного наследия ЮНЕСКО в 1988 году.

## История
Самые ранние археологические находки, обнаруженные на месте святилища, датируются VII веком до н. э.
В период, предшествующий эллинизации ликийского региона (VII-V век до н. э.) на этом месте по всей вероятности располагалось более древнее святилище, служившее центром культа Богини-матери (В Ликии - Eni Mahanahi). С приходом греков и распространением их культуры, в IV веке до н. э., здесь возникает поклонение богине Лето и её детям — Аполлону и Артемиде.

Озеро с руинами храма Летоон

Согласно одной из легенд, изложенной римским поэтом Овидием в его поэме «Метаморфозы», нимфа Лето была соблазнена Зевсом и родила близнецов: Аполлона и Артемиду на острове Делос, в Эгейском море. Гера, супруга Зевса, охваченная ревностью преследовала Лето и та бежала в Анатолию. У небольшого озера, на месте, где сейчас расположено святилище, она попыталась утолить жажду, но местные жители воспрепятствовали ей в этом, замутив воду. Тогда в гневе она превратила их в лягушек.
Святилище расположено близ одного из крупнейших городов древней Ликии, Ксанфа, расположенного «…в 60 стадиях выше…» — в 4 километрах.
Римский историк Аппиан донёс до нас историю о том, как в ходе войны Понтийского царства против Римской империи царь Митридат VI совершил попытку вырубить деревья священной рощи, принадлежащей, по-видимому святилищу. Произошло это в 88 году до н. э. при осаде соседней Патары:
...окружив своим войском Патары, он стал для сооружения военных машин вырубать рощу Латоны, но, испуганный сновидением, даже материал оставил нетронутым.Аппиан
Около VII века поселение было заброшено и пришло в запустение.

## Раскопки

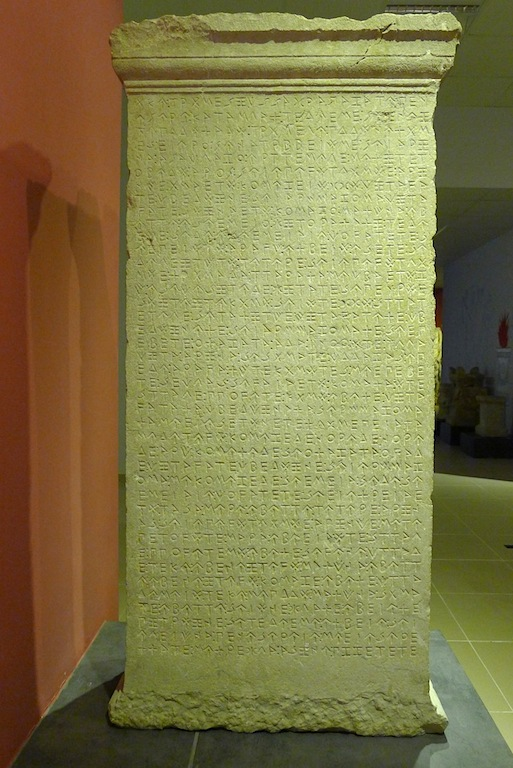
Трёхъязычная стела из Летоона. Сторона с ликийским текстом

Фундаменты трёх храмов, посвящённых Лето, Аполлону и Артемиде, были обнаружены в ходе раскопок, которые проводились в 1962-1965 гг. под руководством французского археолога Анри Метцгера.
На месте святилища была найдена стела с надписями на трёх языках (греческом, арамейском и ликийском). Надписи на стеле, датируемые 358 годом до н. э., наряду с надписями обелиска в Ксанфе, внесли важный вклад в расшифровку ликийского языка.
В настоящее время стела хранится в музее города Фетхие.

## Достопримечательности
- Театр с крытой галереей (II в. до н. э.). От северной стороны театра начинается дорога, ведущая в соседний Ксанф, проходящая через древнее ликийское кладбище.
- Гробница знатного римлянина рядом с театром.
- Храм богини Лето (III в. до н. э.) в ионическом стиле. Самая крупная постройка.
- Храм Артемиды.
- Храм с дорической колоннадой и мозаикой на полу с изображением лиры и колчана со стрелами, предположительно посвященный Аполлону и Артемиде.
- Источник (nymphaeum) — здание прямоугольной формы с двумя нишами и примыкающим полукруглым бассейном 27 м в диаметре. Построен в эллинистический период. Бассейн пристроен в римский период.
- Византийская базилика. Расположена с южной стороны от трёх античных храмов (Лето, Аполлона и Артемиды). Датируется V веком. При постройке использовались камни соседних языческих храмов.